# Oscar Smedmark
Jacob Oscar Gottfrid Smedmark, född den 2 maj 1842 i Varnhems socken, Skaraborgs län, död den 13 juli 1914 i Stockholm, var en svensk militär. Han var far till Hans och Rolf Smedmark.
Smedmark blev student vid Uppsala universitet 1861. Han blev underlöjtnant vid Göta artilleriregemente 1863 och löjtnant där 1867. Smedmark var lärare vid krigsskolan 1872–1877. Han befordrades till kapten 1874 och till major i armén 1884. Som major blev Smedmark chef för Trängbataljonen 1885, varefter han blev överstelöjtnant i armén 1890. Han var överstelöjtnant och chef för Svea trängbataljon 1891–1903 och befordrades till överste i armén 1895. Smedmark invaldes som ledamot av Krigsvetenskapsakademien 1889. Han blev riddare av Svärdsorden 1883, kommendör av andra klassen av samma orden 1898 och kommendör av första klassen 1902. Smedmark vilar i en familjegrav på Norra begravningsplatsen i Stockholm.